# Caproni Ca.7
Dimensions
Le Caproni Ca.7 était le septième modèle d'avion conçu par le pionnier de l'aviation italien Giovanni Caproni. Il est resté à l'état de projet.

## Histoire
Gianni Caproni a commencé à s'occuper de la conception du Ca.7 au début des années 1910.
Ce premier avion multimoteur Caproni est considéré comme le précurseur des grands bombardiers fabriqués ensuite par l'ingénieur du Trentin pendant la Première Guerre mondiale.

## Description
Le projet Caproni Ca.7 portait sur un biplan bimoteur équipé d'un double système d'empennages horizontaux, montés respectivement aux extrémités avant (plan canard) et arrière du fuselage, comme pour le Ca.6.
En plus du pilote logé à l'avant, immédiatement devant les ailes, l'avion pouvait emporter deux passagers assis derrière les moteurs.
Ces deux moteurs accouplés placés au-dessus du fuselage entraînaient, au moyen de chaînes, deux hélices propulsives placées de part et d'autre du fuselage. Les deux moteurs étaient reliés par un embrayage mécanique, afin qu'ils puissent fonctionner ensemble ou séparément.
Cette conception inhérente à l'utilisation de deux propulseurs tous deux logés dans le fuselage et dont un sur deux aurait dû pouvoir être éteint, même en vol, a occasionné des problèmes insurmontables de refroidissement des moteurs.
Ces difficultés ont empêché la construction de l'avion, qui est donc resté au stade de projet.

Vue en plan du projet Caproni Ca.7, d'après un dessin de Gianni Caproni.